# Cicindela marginata
Cicindela marginata är en skalbaggsart som beskrevs av Fabricius 1775. Cicindela marginata ingår i släktet Cicindela och familjen jordlöpare. Inga underarter finns listade i Catalogue of Life.